# Photonectes gracilis
Photonectes gracilis – gatunek głębinowej ryby z rodziny wężorowatych (Stomiidae). Osiąga maksymalną długość 20,8 cm.